# Ильменский проезд
Ильме́нский прое́зд (название с 24 августа 1966 года) — проезд в Северном административном округе города Москвы на территории района Западное Дегунино.

## История
Проезд получил своё название 24 августа 1966 года по озеру Ильмень в Новгородской области в связи с расположением на севере Москвы.

## Расположение
Ильменский проезд проходит от Дмитровского шоссе на юго-запад, поворачивает на северо-запад и проходит до Пяловской улицы. Нумерация домов начинается от Дмитровского шоссе.

## Примечательные здания и сооружения
По нечётной стороне:
- д. 1 — Механический завод № 149.

По чётной стороне:
- д. 6 — подстанция № 10 Станции скорой и неотложной медицинской помощи имени А. С. Пучкова города Москвы;
- д. 12 — складская база № 3;
- д. 14 — автокомбинат № 31.

## Транспорт

### Наземный транспорт
По Ильме́нскому проезду не проходят маршруты наземного общественного городского транспорта. У восточного конца проезда, на Дмитровском шоссе, расположена остановка «Ильме́нский проезд» автобусных маршрутов № т36, т56, т78, 179, 194, 215, 563, 591, 763, 994.

### Метро
- Станция метро «Верхние Лихоборы» Люблинско-Дмитровской линии — станция, расположенная юго-восточнее проезда, на пересечении Дмитровского шоссе с Бескудниковским бульваром и Дубнинской улицей.
- Станция метро «Селигерская» Люблинско-Дмитровской линии — станция, расположенная севернее проезда, в месте слияния Дмитровского и Коровинского шоссе.

### Железнодорожный транспорт
- Платформа Моссельмаш Октябрьской железной дороги — западнее проезда, между Зеленоградской и Путейской улицами.